# Billy the Kid (pel·lícula de 1911)
Billy the Kid és una pel·lícula muda de la Vitagraph dirigida per Laurence Trimble i protagonitzada per Edith Storey, en un dels diferents papers masculins que interpretà en aquella època, i Tefft Johnson. Es la primera pel·lícula inspirada, tot i que molt lleugerament, en la vida de Billy el Nen. Es va estrenar el 9 d'agost de 1911. Es tracta d'una pel·lícula perduda.

## Argument
El xèrif “Oncle Billy" surt en la persecució d'una banda malfactors amb els seus homes i durant la lluita el seu fill és mort. La vídua també mor en donar a llum una criatura que l'”Oncle Billy” sempre ha desitjat que sigui un nen. És una nena però la criada que queda a càrrec de la criatura ha jurat a la mare abans que mori que mantindrà aquest fet en secret. Per això fa creure a l'avi que es tracta d'un noi. El xèrif l'educa com un jove vaquer, i li posa el seu mateix nom. En créixer, nota que Billy no “s'acaba de fer un home”.
Quan Billy arriba als setze anys l'envien a una escola de la ciutat. Lee Curtis, el capatàs del ranxo de l'avi, és el gran amic de Billy per lo que li costa molt separar-se del seu jove soci. Per això decideix acompanyar-lo durant una part del trajecte. Per camí es troben una banda de malfactors i Billy és pres captiu i retingut com a rescat. Demanen la immunitat al xèrif a canvi d'alliberar el noi. Quan el xèrif rep el missatge la criada es desespera de pensar que els bandits descobriran que Billy és una noia per lo que revela el seu secret a l'oncle.
Lee Curtis escolta la declaració de la criada i amb el xèrif surten corrents a avisar els seus homes. Mentrestant "Billy the Kid" ha aconseguit escapar dels bandits i es troba amb el seu avi. El seu avi la porta ràpidament a casa i la fa vestir com una dona i li explica que l'enviarà a una escola femenina on la portarà ell mateix. Ella diu al seu avi que només vol ser "Billy the Kid" i tenir Lee com a company de per vida. "Oncle Billy" no té res més a dir, i no passa molt de temps abans que ella canviï el seu nom per la senyora Lee Curtis.

## Repartiment
- Tefft Johnson (Lee Curtis)
- Edith Storey Billy the Kid)
- Ralph Ince (oncle de Billy)
- Julia Swayne Gordon (mare de Billy)
- Harry T. Morey
- William R. Dunn